# Пороховка
Порохо́вка (бел. Парахоўка) — деревня в составе Мощаницкого сельсовета Белыничского района Могилёвской области Республики Беларусь.

## Население
- 2010 год — 2 человека